# La Destitution de Hai Rui
La Destitution de Hai Rui (chinois : 海瑞罢官 ; pinyin: hǎi ruì bà guān) est une pièce de théâtre publiée en 1961, connue pour avoir servi de prétexte au déclenchement de la révolution culturelle. Wu Han, l'auteur, est historien, spécialiste de la dynastie Ming, et vice-maire de Pékin depuis 1949.

## Le contexte
En 1959 le personnage de Hai Rui est mis au goût du jour : une pièce, de l'acteur Zhou Xinfang (en), intitulée Hai Rui s'adresse à l'empereur est jouée à Shanghai, puis Wu Han publie un récit, Hai Rui condamne l'empereur, suivi d'un article dans le Quotidien du peuple sur le même sujet, puis d'un recueil de quatre textes portant le titre du premier d'entre eux, Histoire de Hai Rui.
Cette même année, Peng Dehuai, qui avait critiqué Mao Zedong à propos des conséquences du Grand Bond en avant sur les paysans, est démis de ses fonctions, lors de la conférence de Lushan, en août. L'analogie entre Peng Dehuai et Hai Rui, tous deux défenseurs des paysans, est sans équivoque.
La publication de ces textes, avant et après la destitution de Peng Dehuai, montre que ce dernier disposait de larges appuis au sein du Parti.

## La pièce
Wu Han écrit en 1961 un drame, destiné à l'opéra de Pékin, intitulé La Destitution de Hai Rui, dont le sujet est historique. Hai Rui (en) (1515-1587), lettré et fonctionnaire sous le règne de l'empereur Jiajing de la dynastie Ming, est en 1569 inspecteur de plusieurs préfectures. À ce titre il fait condamner et exécuter le fils d'une famille de notables, coupable du meurtre d'un paysan et de l'enlèvement de sa fille. Désavoué par la Cour, Hai Rui se retire sur ses terres. Bien que Wu Han prenne la précaution, dans la préface de la pièce, de présenter Hai Rui comme étant avant tout au service de sa classe, il approuve cependant la fermeté du personnage face à l'empereur.
L'utilisation de l'histoire pour critiquer le présent est une tradition ancienne dans la littérature chinoise, y compris dans l'opéra de Pékin.
La pièce paraît en janvier 1961 dans Arts et Littérature de Pékin, puis en volume. Elle est mise en scène en février 1961 puis en 1965.

## La critique
Cependant, le 10 novembre 1965, Yao Wenyuan publie une critique, probablement à l'instigation de Jiang Qing et avec l'accord de Mao Zedong, dans le Wenhuibao de Shanghai, décrivant la pièce de Wu Han comme un travail allégorique attaquant Mao pour avoir exclu Peng Dehuai et accusant Wu Han d'être un alliés des « droitiers » du Parti. Malgré deux autocritiques de Wu Han, la première le 30 décembre 1966 dans le Quotidien du peuple, la seconde le 12 janvier 1966, et le soutien de quelques historiens, l'ensemble de la presse relaie les accusations de Yao Wenyuan. Aucun haut responsable du parti ne prend la défense de Wu Han, ce qui s'explique par l'origine probable de la critique.
C'est le prélude à la critiques d'autres intellectuels, dont Deng Tuo, et, surtout, à celle du maire de Pékin, Peng Zhen.
Wu Han est devenu une des premières victimes de la révolution culturelle et est mort en 1969, et n'est réhabilité qu'en 1979. La Destitution de Hai Rui est officiellement considérée en 1979 comme n'étant pas une pièce à clef, préalable à la réhabilitation de Peng Dehuai.